# Combretum kraussii
Combretum kraussii és una espècie de planta de la família de les combretàcies. És una planta bella, de creixement ràpid, bastant resitent al fred, creix bé en zones d'ombra de jardins de climes temperats i càlids. És un arbre natiu de Sud-àfrica. Creix en mitjanes a baixes altituds, en sabanes arbustives i en praderies arbrades. També pot créixer als marges dels pantans i sovint sobre termiters. Habita des de la costa fins a la regió central oriental del Sud-àfrica i la veïna Eswatini. Els rangs d'hàbitat van des de vessants rocoses fins altituds de gairebé el nivell del mar a 1 200 m. Creix en qualsevol lloc de fulla perenne forestal o en marges de boscos densos. En la cultura africana el fruit s'ha usat com a amulet per assegurar la caiguda de l'enemic.
Sol ser un arbre de mides mitjana a gran, classificat com a arbre de fulla perenne (Carr, 1988) o de fulles caduques o semi-caducifoli (Van Wyk i Van Wyk, 1997). Les fulles d'aquest arbre són d'un color vermell brillant a porpra, molt decoratiu, a l'hivern, les quals cauen just abans de la floració que comença als voltants de l'agost fins al novembre. Les flors són de color blanc cremós i reunides en caps densos. Alguns arbres també tenen un color cridaner, amb petites fulles blanques a la primavera que, o bé es posen verdes (Palmer i Pitman, 1972) o es substitueixen per les fulles verdes brillants (Coates Palgrave, 2002). Fructificació del febrer al juny. El fruit presenta quatre ales, d'uns 2x2 cm de mida, reunits en grups, conspicu (aparent i atraient), d'un color verd llimona que es torna d'un marró vermellós. Els fruits són petits, lleugers de color vermell fosc i giri un vermell terrós visible quan està sec.